# Armorický masiv
Armorický masiv (francouzsky  Massif armoricain) je rozsáhlý masiv na severozápadě Francie. Zaujímá Bretaňský poloostrov a širší okolí, včetně britských Normanských ostrovů.
Nachází se ve francouzských regionech Bretaň, Normandie a Pays de la Loire. Na východě navazuje na Armorický masiv Pařížská pánev, na jihu Akvitánská pánev.

## Geologie
Převážnou část masivu tvoří prekambrické metamorfované ruly, svory a fylity a sedimentární jílovce, vápence, slepence a buližníky. Na tomto podkladě pak v několika synklinálních pruzích leží prvohorní mořské sedimenty kambrického až karbonského stáří. Obě vrstvy jsou pak prostoupeny žulovými plutony z období karbonu.

## Geografie
Armorický masiv má pahorkatý reliéf. Tvoří ho zvlněné plošiny s říčními údolími. Nadmořská výška obvykle nepřesahuje 300 m, nejvyšší bod Mont des Avaloirs má 417 m.